# Enseñame a vivir
Enseñame a Vivir é o segundo single do álbum Primera Fila, 16º álbum da cantora e atriz mexicana Thalía. Foi lançado nas rádios no dia 27 de outubro de 2009.

## Faixas
Enseñame a Vivir (en vivo) - 4:22

## Créditos
- Compositor: Reyli
- Intérprete: Thalía
- Produtor: Emilio Estefan, Jr.
- Gravação em: Miami, Florida - USA
- (P) 2009 Sony Music Entertainment US Latin LLC